# Istoria muzicii
Studiul istoriei muzicii universale și românești este considerat fundamental în însușirea și înțelegerea principalelor stiluri muzicale, în crearea și îmbogățirea culturii artistice teoretice și practice a studenților. Alături de celelalte discipline muzicale, studiul istoriei muzicii are un caracter informativ (acumulare de informații) însă și formativ. Sub aspect formativ, cunoașterea epocilor, perioadelor, etapelor, stilurilor muzicii universale, îndeosebi europene și românești, creează studentului viitor profesor sau interpret posibilitatea de a distinge trăsături esențiale, valori ori nonvalori în cadrul fenomenului muzical trecut sau prezent.
Studierea acestei discipline cuprinde prelegeri teoretice, audiții muzicale cu ajutorul aparaturii audio și video, participări la concerte, parcurgerea unei bibliografii, redactarea de referate și lucrări, analize muzicale. 

## Muzica preistorică
Primele forme de muzică datează din paleoliticul mijlociu și constă în lovituri între pietre, lemne sau orice alte obiecte uzuale. Au fost concepute și imnuri de slăvire, din urlete și dansuri. 
Între 25.000 și 20.000 î.Hr. sunt datate forme primare de mistică, reprezentate artistic prin picturi murale în peșteri, urme de pași ce par a fi ale unor dansatori și oase cioplite, ce par a fi instrumente de suflat și de percuție.
Astăzi, aceste forme de manifestare sunt privite oarecum sceptic deoarece ele erau limitate la sunete precare și destinate mulțumirii zeilor. 
Muzica neolitică se cânta în temple păgâne,iar  cea laică de către doicile copiilor. Cu toate că nu există dovezi scrise, s-au găsit numeroase piei și mai târziu documente desenate cu instrumentele preistorice. 
Treptat, această muzică s-a dezvoltat ajungând la muzica antică puțin celebră și cunoscută în ziua de azi.

## Muzica în antichitate
Originile artei muzicale trebuie căutate în îndepărtata istorie a omenirii. Ca artă sonoră poate fi considerată abia in momentul în care sunetele sunt conștient organizate, reflectând un anumit grad de evoluție în spiritualitatea omului primitiv. Astfel,omul devine creator de artă în momentul în care ajunge să stăpânească gândirea și vorbirea articulată. Primele practici de natură artistică sunt legate de procesul muncii, în colectiv,când apar comenzi ritmate, strigăte sau chemări, îngânări sau îmbărbătări etc, mai apoi ca forme evoluate de magie, rituale, incantații, când elementul melodico-ritmat este alăturat dansului și cuvântului, formând astfel o artă sincretică ce s-a desfășurat pe o lungă perioadă de timp.

### China antică
În China, practica muzicală cunoștea forme diverse. Se menționează existența unei muzici de cult, alături de imnurile cântate pentru împărat, ca și o bogată muzică a poporului.
Instrumentele muzicale ale acelei perioade erau destul de variate ca formă și sonoritate: instrumente cu coarde, ce produceau sunete prin ciupire, frecare sau lovire: de percuție, cum erau gongurile de mari dimensiuni ale căror vibrații largi și grave erau menite să asigure atmosfera în oficierea cultului, iar mai apoi, în cadrul spectacolelor de teatru, instrumente de suflat, răspândite prin mai multe tipuri și variante de fluiere etc.

### India antică
În cultura Indiei antice, muzica era la loc de mare cinste în credința vechilor indieni, ea fiind dăruită oamenilor de către principalii zei: Brahma, Indra, Șiva, Sarasvati. În Veda (carte de ritual la vechii indieni în care se găsesc melodii pentru diverse ocazii) se fac precizări asupra practicii muzicale și prezenței acesteia în toate domeniile de activitate spirituală. Instrumentele sunt și la indieni foarte variate, iar prețuirea de care se bucura arta sunetelor a generat un anumit tip de profesionalism atât în ce privește cântul vocal, cât și cel instrumental. Se menționează harpa, flautul în mai multe variante ,cimpoiul, diferite tipuri de gonguri, darabane, castagnete etc.

### Egiptul antic
Cu elemente care se regăsesc  dar și altele specifice unei anumite culturi, s-a dezvoltat arta muzicală la popoarele asiro-babiloniene, la evrei sau la egiptenii lumii antice. Muzica aparținând fastului de cult la evrei era grandioasă (se spune că la templul regelui Solomon au cântat 2.000 de muzicanți) iar în ritualul de cult al egiptenilor ocupa un loc de prim ordin. Exista apoi o muzică pentru regii evrei și faraonii egipteni care întregea ceremonialul palatelor. Se menționează și o muzică populară a oamenilor de rând, neîngrădită în canoane rigide, în care se cânta dorul și elanul, dar și starea de sclavie, de robie la care erau supuși. Dintre instrumentele folosite, unele fiind comune cu ale altor culturi, se desprinde harpa egipteană, de o anumită construcție, și lira în muzica evreilor, la care cânta însuși regele David.

### Grecia antică
În Grecia antică muzica ocupa un loc de seamă în mai toate formele de activitate ale societații. Ea se înscrie printre obiectele de învățământ cu mare pondere în formarea viitorului cetățean. Fară muzică nu se concepea spectacolul din perioada de mare înflorire a tragediei și comediei, iar profesionalismul muzical a culminat cu celebrele concursuri de mai târziu. Forța lăuntrică a muzicii este concepută de vechii greci ca putând influența și forma caracterele umane (teoria etosului).
Grecii considerau că muzica este o artă imitativă care era în stare să reproducă caracteristici morale și să le transmită auditorilor.
În statul ideal al lui Platon, muzica îi îndrumă pe tineri spre armonie și frumusețe spirituală. Aristotel dezvoltă ideile lui Platon prin conceptul de catharsis. După el, muzica poate vindeca boli mintale prin ascultatul unor melodii exaltante care creează o stare de extaz care la rândul ei provoacă o dezlănțuire spirituală care restaurează balansul mintal. Dar Aristotel recunoaște și funcția muzicii ca pur divertisment, de exemplu, pentru relaxare după o zi grea de lucru.
Filodemus în schimb considera că muzica nu este altceva decât un lux. La fel ca și mâncarea bună sau băutura bună, nu poate decât să creeze o senzație de plăcere.
Teoria muzicală  la vechii greci era foarte avansată, descoperirile din domeniul acusticii, matematicii și filosofiei slujind evoluția gândirii teoretice a muzicii. Totalitatea sunetelor indicate de teorie ca fiind folosibile alcătuiesc o scară diatonică coborâtoare de două octave și cuprinde patru tetracorduri, denumite dupa locul pe care îl ocupă în scara generala:
a) Hiperboleion (înalte)
b) Diazeugmenon (separate)
c) Meson (mijlocii)
d) Hipoton (grave)
e) Prosiam banomenos (sunet adaugat)
Scările, în cadrul cărora era concepută melodia, purtau numele regiunilor în care erau întâlnite, dar la concursuri și în teatru muzica se practica în toate modurile (scările) cunoscute. Scara sau modul era coborâtoare și se construiau pe baza alăturării a doua tetracorduri de același fel.
Prin adăugirea în grav a unui tetracord identic se forma modul dorian. Fiecare mod avea încă două aspecte:
a) hipo (prin adaugirea unui tetracord inferior 
b) hiper (prin adaugirea unui tetracord superior)
Ritmul nu constituia o speculație matematică, ci se desprindea din metrica versului și astfel piciorul metric al acestuia genera gruparea ritmica ce putea fi alcătuită din 2,4,8 timp (piric, spondeu, dactil, anapest etc.)sau din 3,6,9 timpi (iamb, troheu, tribrah etc.)
Instrumentele de bază erau lira, chitara și aulosul, care dezvoltându-se au creat o adevărată epoca a artei interpretative, cunoscută sub denumirea de chitarodie și aulodie.
Chitara era un instrument de acompaniament al vocilor ale cărui sunete se obțineau prin ciupirea corzilor.
Aulosul era un instrument de suflat cu numeroase variante: unele simple, tuburi cu găuri (ca fluierele actuale) altele,având în locul în care se sufla, o ancie asemănătoare cu cea a oboiului de astăzi.

### Roma antică
În anul 146 î.Hr., cetățile grecești sunt cucerite de Imperiul Roman, aflat în plină afirmare a puterii sale. La aceea dată, cultura romană presupune cultura popoarelor autohtone-latine, influențata puternic de cultura popoarelor sclavagiste meditareene (Siria, Egipt). În urma contactului cu lumea elenica, cultura romană va prelua practica și teoria muzicală a grecilor, pe care le va asocia elementelor proprii deja existente. Și astfel de la stadiul în care era practicată, numai de sclavi, fiind prețuită ca atare, muzica ajunge în secolul I d.Hr. să se bucure de cinstea ce i-a fost acordată în democratica Grecie. Ea devine factor important în educația tineretului, mai ales aceluia provenit din rândurile familiilor nobile. Sunt consemnate la Roma coruri, formate din tineri și tinere aparținând clasei conducătoare, care executau imnuri la festivitățile oficiale. Se menționeaza, de asemenea, pasiunea pentru ascultarea muzicii, ca și un profesionism atât pe latura interpretării instrumentale cât și vocale.
Sub Domițian s-au instituit în anul 86 d.Hr. concursuri muzicale, dupa modelul olimpiadelor grecești, care se țineau din patru în patru ani pe Câmpul lui Marte, în scopul cărora s-a construit o arena specială "Odeum", cu o capacitate de 10.000 de spectatori.
Muzica este prezentată în teatrul latin prin intervențiile instrumentale care acompaniau declamația, sau prin însăși cântarea vocală cu text. Se relatează că Bucolicele lui Vergiliu și Heroidele lui Ovidiu au fost declamate pe fond muzical.
Diferite întruniri familiale erau ocazii în care se cânta vocal sau la instrumente. Acestea au favorizat dezvoltarea unor genuri muzicale cu o bogată și variată tematică: cântece de leagăn, de nuntă, de petrecere, cântece legate de muncă, etc.
Ca instrumente s-au folosit tibia (un fel de flaut), chitara, harpa (de o anumită construcție), cât și diferite trompete (trâmbițe) și instrumente care susțineau ritmul în timpul dansului.

## Muzica în Evul mediu (500 - 1400)

### Monodie
Despre muzica europeană a evului mediu timpuriu putem vorbi cu mai multă certitudine decât despre cântările vechilor Elini. Muzica pe care o ascundeau neumele (notele) medievale reprezinta partea cântată a ceremoniilor religioase ortodoxe și catolice. În perioada timpurie a evului mediu ea consta dintr-o unică și firavă linie melodică, adică o monodie (o singura voce, un cânt religios), destinată intonării de către un cântăreț sau un grup. Desfășurându-se pe un spațiu melodic (ambitus) restrâns, această cântare putea totuși îmbracă forme diferite, de la psalmodia ce repeta un singur sunet, intercalând pe alocuri scurte formule melodice,până la cântul propriu-zis, bogat în melisme. Cântările liturgice ortodoxe au fost organizate în secolul al VIII-lea de Ioan Damaschinul într-o carte numită octoih. Cele mai vechi cânturi care s-au păstrat datează din secolul al IX-lea. Cântările liturgice catolice au căpătat denumirea de gregoriene după papa Grigore I, despre care se crede ca le-a unificat și codificat în jurul anului 600. Cele mai vechi cânturi gregoriene care s-au păstrat datează din secolul al X-lea. 
Cântul este expresia atotputerniciei ideologiei creștine în evul mediu, când autoritatea bisericii era temută nu numai de mulțimea credincioșilor, dar și de regi și împărați. Era unul din mijloacele cele mai eficace prin care biserica se menținea stăpână pe sufletul mulțimilor. Viața poate fi îngrădită, ea nu poate fi însă împiedicată să se manifeste conform cerințelor ei firești. Intimidați și speriați de viziunile apocaliptice cu care biserica îi amenința, oamenii nu refuzau atunci când scăpau de sub sfânta tutelă, desfătarea prilejuită de cântecele lumești mai puțin severe, fremătătoare și generoase. Nu putem reconstitui creația folclorica a acestor vremuri, dreptul la notare fiind rezervat doar cântului, iar priceperea scrierii neumelor neavând-o decât monahii, însă existența unei bogate și variate muzici populare este mai presus de orice îndoială. Antipod al cântării religioase, ea nemulțumea puterea religioasă și această nemulțumire lua violențe atunci când ecoul cântecelor pline de viață ale mulțimii răzbătea până in biserică, amenințând integritatea muzicii viguros codificată.
În vestul Europei, Carol cel Mare, spirit evlavios, s-a străduit să ajute biserica să-și mențină neștirbită puterea, chemând la o hotărâtă eliminare a tot ce altera puritatea cântării liturgice. „Revertimini vos ad notem sancti Gregorii, quia manifeste corrupisti cantum” (Voi care stricați cântările, respectați notarea sfântului Grigore); poruncea el într-o frază rămasă celebră. Modul de a nota muzica este acum mai exact și evoluează treptat în vestul Europei în direcția scrierii actuale, ceea ce permite o deslușire destul de fidelă a textelor ajunse până la noi. Se încheagă portativul nostru modern pe care iau loc, la început sub forma unor mici pătrate negre, iar cu vremea rotunjindu-se, notele semnificând înălțimi și durate diferite, așa cum le vedem astăzi însemnate în partituri. Un călugăr benedictin, Guido d’Arezzo (991/992-după 1033), a jucat un rol de seama în cristalizarea acestui sistem de notație. În estul Europei autoritatea religioasă ortodoxă nu a incurajat noul sistem de notație (neumele continuă să fie utilizate astăzi, în paralel cu notația modernă). Din același motiv polifonia nu a fost adoptată în serviciul religios ortodox.

### Polifonie
Muzica medievală polifonică s-a dezvoltat exclusiv în vestul Europei. Ea a avut două forme de manifestare. Dat fiind faptul că exista o intensă viață religioasă muzica medievală polifonică, deși s-a dezvoltat din muzica populară, a îmbrăcat formele superioare ale muzicii sacre în cadrul Bisericii romano-catolice.
Dintre numeroasele influențe exercitate de muzica populară asupra coralului gregorian, deosebit de rodnică s-a dovedit cea a cântării pe mai multe voci. Ciocnirea cu această modalitate de a cânta trebuie să fi stimulat instinctul muzical al călugărilor cu o sensibilitate mai dezvoltată pentru frumos. Atrași de bogăția expresivă a cântului pe mai multe voci, ei    si-au propus să transplanteze și în domeniul liturgic procedeele observate în practica populară. Străduindu-se a depăși monotonia,ei au tins să lărgească tiparele tradiționale ale cântării pe o singură voce.
Așadar, inviolabila psalmodie în unison a coralului gregorian vede la un moment dat alăturându-i-se o a doua voce care evoluează într-un strict paralelism cu ea, la interval de cvartă sau cvintă – așa zisul organum. Vocea de bază se numea cantus firmus, cea suprapusă era vocea organală. În secolele X – XI, melodia ce se suprapunea peste cantus firmus capătă din ce în ce mai mult independență, execută mișcări contrastante în raport cu direcția vocii fundamentale iar adesea desfășoară grațioase vocalize în jurul sunetelor tărăgănat expuse ale acesteia. Discantus se va numi această melodie înflorită pe trunchiul străvechii și severei psalmodii gregoriene care, din cantus firmus a devenit tenor (adică melodia ținută în registrul grav).
„Cântarea bisericească începe astfel să-și deschidă alte perspective, muzica începe să sune din ce în ce mai ingenios, mai bogat , făcând din ceremonia liturgică nu numai un prilej de reculegere, dar și unul de desfătare artistică. Convinsă că o comunicare cu divinitatea nu este posibilă decât în atmosfera creată de cîntecele prescrise de Antifonarul papei, biserica avea motive mai mult decât îndestulătoare să se indigneze. De aici, anatemele pe care diferitele concilii ecleziastice le aruncau aspra acestor fenomene de înnoire și laicizare, încercând să stăvilească evoluția, să readuca muzica bisericească pe făgașul cuminte al gregorianului. Era însă în zadar; oricât ar fi de amenințătoare, anatemele nu puteau opri torentul impetuos a cărui înaintare era alimentată de o profundă necesitate lăuntrică. Muzica ținută vreme lungă în cătușele monodiei, își vedea lanțurile cedând și, pe măsura eliberării, dădea la iveală noi uimitoare posibilități de expresie. Erau zorii polifoniei, primele scânteieri ale acestei splendide lumi sonore care avea să se cristalizeze prin dezvoltarea și perfecționarea cântării pe mai multe voci. Extrem de importantă, această răscruce dintre cele două milenii; acum se pun bazele unei noi dimensiuni a gândirii muzicale aceea în virtutea căreia muzica poate fi concepută, redată și percepută pe câteva planuri concomitent”.

## Muzica în Renaștere (1400 - 1600)
Școala Franco-Flamandă
- Johannes Ockeghem
- Jakob Obrecht
- Josquin des Près
- Gilles Binchois
- Guillaume Dufay

A doua Școală neerlandeză: sec XVI
- Adriaen Willaert
- Orlando di Lasso (1532-1594)
- Jan Pieter Sweelinck

Italia
- Giovanni Pierluigi da Palestrina
- Luca Marenzio
- Carlo Gesualdo da Venosa
- Claudio Monteverdi

Franța
- Clément Janequin
- Guillaume Costeley
- Claude Goudimel
- Claude Le Jeune

Anglia
- Thomas Morley
- William Byrd
- John Dowland
- John Bull
- Orlando Gibbons

## Muzica în perioada barocului (1600-1730)
Barocul muzical are 3 perioade:
-incipient
-median
-târziu
Caracteristici:
- Înlocuirea muzicii vocale cu cea instrumentală;
- Grija de a crea sunete mai perfecționate;
- În domeniul instrumentației apar noi instrumente muzicale cum ar fi cele de percuție,noi instrumente de suflat,etc.

Suita barocă este caracterizată prin contrast tematic și unitate tonală.Ea este formată din dansuri:sarabandă,allemandă,gigă,courantă,rondeau,bouree,poloneză.
Concertul din această perioadă se numește grosso și are două grupe de instrumente:soli și tutti.
Sonata este de două feluri:
- da chiesa (religioasă)

- da camera (laică)

Preludiul are plan tonal inconstant
Fuga este monotematică iar ca structură se împarte in două sau trei secțiuni: expoziție, divertisment și eventual repriză sau încheiere.
Se compun, de asemenea opere, oratorii, pasiuni.
Compozitorii acestei perioade sunt binecunoscuții Johann Sebastian Bach, Georg Friedrich Händel, Antonio Vivaldi, Arcangelo Corelli ș.a.

## Perioada clasică (1730 - 1820)
Termenul și expresia de „clasicism”, „stil clasic” se aplică unei perioade lungi de timp, cuprinzând ceea ce noi numim muzică barocă și muzică romantică. Clasicismul este o filozofie a artei și a vieții care se bazează pe simplitate, echilibru și ordine.

## Muzica romantică (1815 - 1910)
Cultura muzicală din prima jumătate a secolului al XIX-lea este dominată de curentul romantic, care a adus mari înnoiri ale limbajului muzical. Frământările revoluționare din toată Europa, efervescența vieții spirituale de pe întregul continent nu puteau fi oglindite într-o senină artă clasică cu un ponderat și echilibrat limbaj. Transformările limbajului, ca și noile aspecte stilistice ale creației muzicale, își au, mai toate, obârșia în lucrările lui Beethoven și ale contemporanilor săi mai tineri – Schubert și Weber.

## Muzica secolului XX
Secolul XX s-a distins prin apariția muzicii dodecafonice și prin muzica serială.